# Ценьський привілей
Ценьський привілей — виданий 5 травня 1228 року під час з'їзду в Цені князем Владиславом III Веретеноногим духовенству та шляхті в обмін на отримання краківського престолу.
У селі Ціня поблизу Каліша князь затвердив привілеї духовенства та шляхти та зобов'язався поважати старі закони (буду зберігати права кожного) і не встановлювати самовільно нових без поради єпископа та баронів, що на практиці ставив свої рішення в залежність від своєї волі.